# Богородичин
Богоро́дичин — село в Україні, у Коршівській сільській громаді Коломийського району Івано-Франківської області.
У складі Коломийського району від 1962. Лежить за 42 км від Коломиї на річці Дівоча, яка перетворена в часи СРСР на меліораційний рів. Раніше село належало до Жукотинської сільської ради.
Кількість дворів — 168, населення — 445 осіб (1997), українці.

## Типові прізвища
Типові прізвища:
- Гайдук
- Хільчук
- Яворський.
- Острижнюк
- Гнатюк
- Федюк

## Релігія
Віруючі — греко-католики, дві сім'ї свідків Єгови.
Церква святого Миколая з 18 ст. Храмові свята на Архистратига Михаїла  — 21 листопада, і на літнього святого Миколая — 22 травня. Храм УГКЦ Архистатига Михаїла.

## Мікротопоніми
Кутки й вулиці:
- Та Гора
- Кольонія,
- Пилипівка
- Коржівка
- Осередок.

## Географія
Площа 2 км х 800 м. Межує на заході з селом Торговиця Коломийського району, на сході — селом Олещино Тлумацького району Івано-Франківської обл., на півночі — селом Бортники Тлумацького району, на півдні — селом Михалків Коломийського району.

## Історія

### Польський і австрійський періоди
Вперше згадується в «Актах сільських і міських» 1436 року як Brodaczin. За місцевими переказами, першоназва села — Бродичин походить від того, що на тому місці, де тепер вулиця Пилипівка, у давнину росли очерети, розливалися води, водилися дикі качки, на яких полювали мисливці, бродячи по тих болотах і водах. Згодом, нібито польські окупанти змінили Бродичин на Богородичин на честь Діви Марії Богородиці.
Науковець Дмитро Бучко вважає, що первісна назва села — Бородичин, і походить від особової назви Борода.
Внаслідок політики польської окупаційної влади в Богородичині було завезено поляків для перемішування населення, а згодом село поповнювалося вихідцями і з інших сіл, а тому не мало і давно втратило своє етнографічне і фольклорне обличчя.
Власниками села були Миколай Щериговський (1440), Ян Пщежик (1477), Адам Хоцімірський (1477), у 1920-1930-ті дідич Штадлер мав 55 га землі. Землевласники, переважно поляки, визискували місцевих українців.
У 1857 в Богородичині мешкало 665 осіб, орної землі було 1209 морґів, лісу — 692 морги. У 1930  — мешкало 1483 осіб, орної землі — 902 га, господарств — 340.
Заможнішими серед місцевих селян-поляків були Михайло Квецень — 28 га, Іван Квєцень, Адам Квецень та Антоній Бєнь мали понад 20 га.
У 1930-ті була читальня, шестирічна школа.
У 1934—1939 рр. село входило до об'єднаної сільської ґміни Тарновіца Польна Тлумацького повіту.
У 1939 році в селі проживало 1 590 мешканців, з них 330 українців-греко-католиків, 450 українців-римокатоликів, 570 поляків, 200 польських колоністів міжвоєнного періоду, 20 євреїв і 20 німців

### Радянський період
18 вересня 1939 мешканці Богородичина Іван Дмитрук, Іван Слободян та Володимир Кликайло роззброїли рештки польського війська, яке утікало. Для наведення в селі порядку та захисту від польських банд створено народну міліцію, сільський комітет з 9 осіб, на чолі з Володимиром Кликайлом. Дідицьку землю — 55 га, інвентар, майно розділили серед малоземельних, а згодом радянська влада все усуспільнила.
У 1939-1941 діяла семирічна школа, 1941—1944 — п'ятирічна, 1970—1986 — початкова трирічна.
У Другій світовій війні в Радянській армії воювали проти німців і мешканці Богородичина, з яких 37 загинуло. В ОУН були Михайлишин, два Федюки й Хома.
У 1944 внаслідок військової акції НКВС в селі було спалено 50 господарств, убито 46 осіб.
Колгосп засновано в лютому 1949 — «Нове життя», у 1959—1965 землі Богородичина перевели до радгоспу «Отинянський», у 1965—1979 — до радгоспу «Світанок», у 1997 — до спілки власників «Світанок».
У 1956 осередок КПРС налічував 22 члени.
У часи комуністичного панування (1944—1991) зміліла річка Дівоча, у 1958 насильно зачинено церкву, яку відчинили 1989 з нагоди 1ООО-ліття хрещення України-Руси та внаслідок так званої «перебудови» в СРСР.

## Етнографія
Народна ноша: сорочки, білі кальсони (чоловіки).
Народні страви: кулеша, голубці, шупеня.
Давні танці полька, коломийка.
Народні майстри — кравці, лозоплетільники, ткачі:
- Михайло Лащук
- Йосип Яворський
- Михайло Яворський та інші.

Найславніші музики були Марцін Окнянський, Форемний, «Майстерко»-Гринюк.
Звичаї і традиції подібні до межівних сіл, найбільше пов'язані з церквою — окроплений всього господарства свяченою водою, запалену в церкві свічку несуть на Стрітення додому та інше.
Основне заняття селян — землеробство.

## Соціальна сфера
У 1997 в Богородичині діють — церква святого Миколая (настоятель отець Василь Довган), полагоджена 1989, дзвіниця (1989), цегляна каплиця, чотирирічна початкова школа (від 1986), селянська спілка власників «Світанок» (від 1997).
Село газифіковане (від 1993).
10 чол. мають власні автомобілі.

## Природні ресурси
У Богородичині виявлено родовища торфу і газу.

## Пам'ятники
Встановлено:
- пам'ятник уродженцям села, які загинули у Другій світовій війні (1977)
- пам'ятний хрест на честь 1000-ліття хрещення України-Руси (1989)
- пам'ятний хрест на місці спаленого польського костела.

## Відомі люди
- Виходець з села Литвак Мирослав Михайлович — кандидат хімічних наук
- Литвак Михайло Васильович — упродовж 41 року працював директором місцевої школи (1945—1986).